# Emile Mayrischstadion
Het Emile Mayrischstadion (Stade Émile Mayrisch) is een multifunctioneel stadion in Esch-sur-Alzette, een stad in Luxemburg. 
Het stadion wordt vooral gebruikt voor atletiek- en voetbalwedstrijden. De voetbalclub Fola Esch en de atletiekclub CA Fola Esch maakt gebruik van dit stadion. In het stadion is plaats voor 3.826 toeschouwers. Het stadion is vernoemd naar Émile Mayrisch (1862–1928), een zakenman uit Luxemburg en directeur van Arbed.